# Israel Diamond Exchange

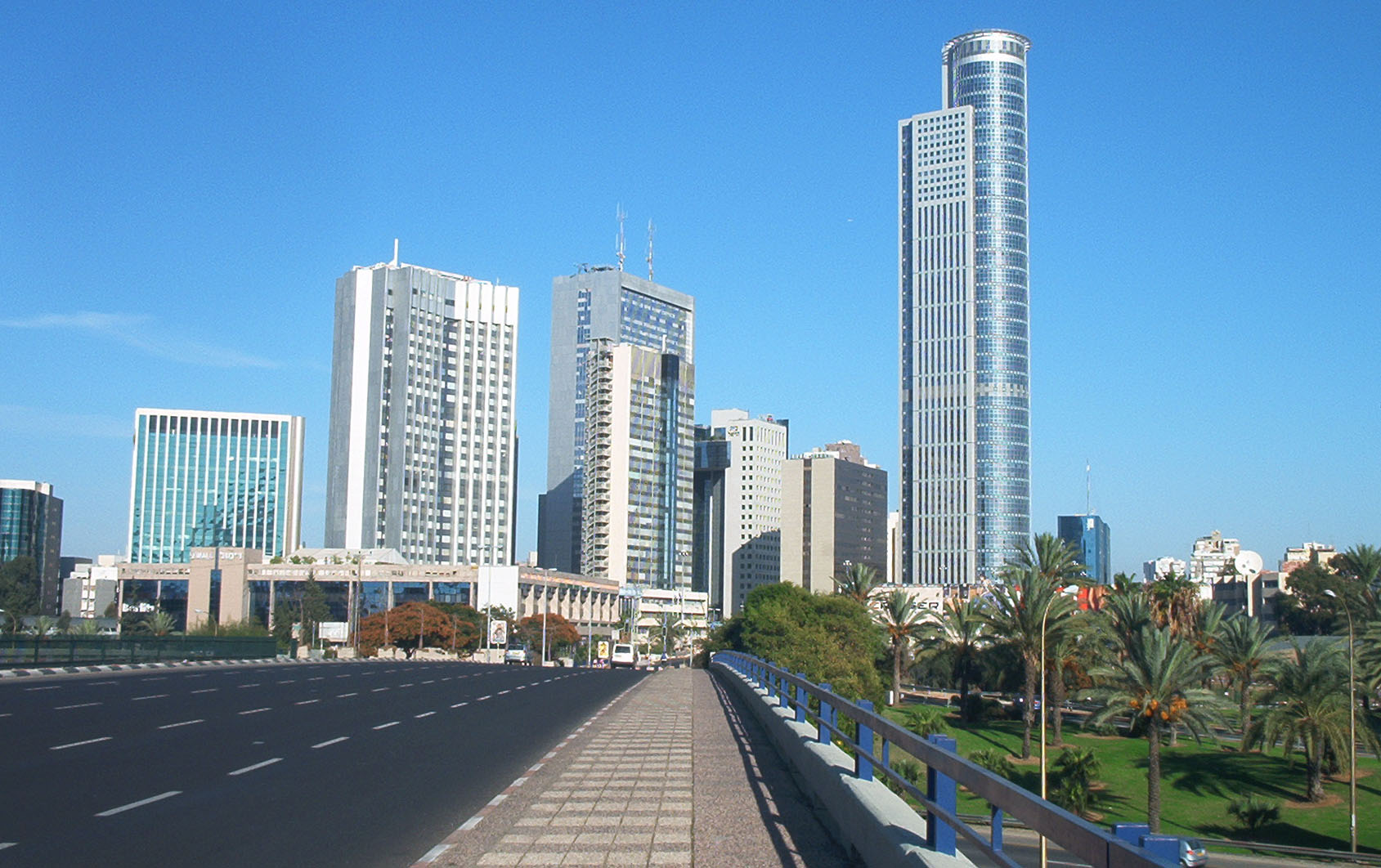
Der Diamond Exchange District in Ramat-Gan

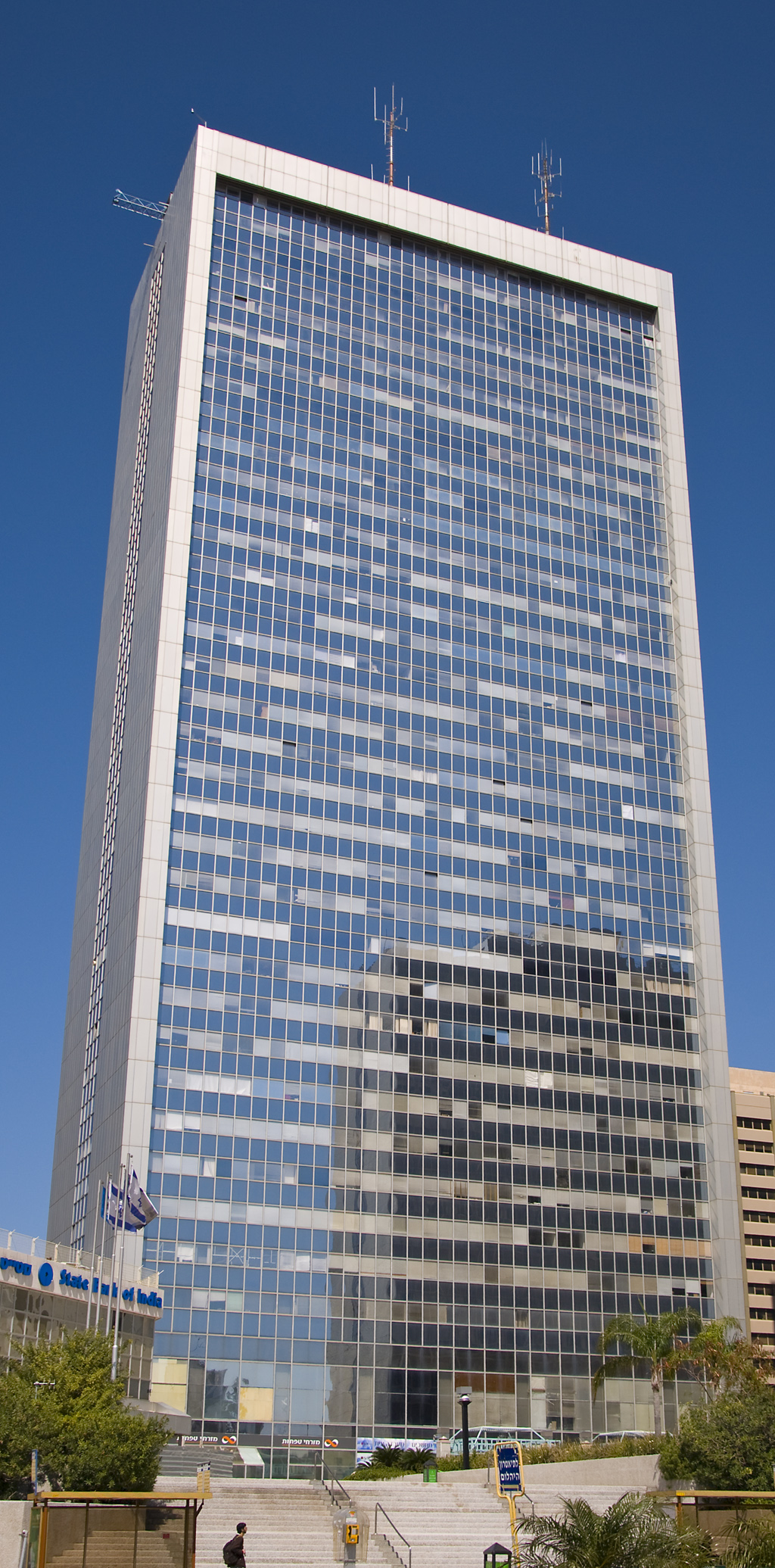
Der Diamond Tower

Die Israelische Diamantenbörse (hebräisch בּוּרְסַת הַיַּהֲלוֹמִים הַיִּשְׂרָאֵלִית Būrsat haJahalōmīm haJisrɛ̝ʾelīt, deutsch ‚Israelische Börse der Diamanten‘; englisch Israel Diamond Exchange) ist eine Diamantenbörse in Ramat Gan, Israel.
Die Börse gilt als zweitgrößte Diamantenbörse der Welt. Sie befindet sich im Diamond Exchange District (hebräisch מִתְחַם הַבּוּרְסָה Mitcham haBursah, deutsch ‚Börsengebiet‘) und besteht aus einem Komplex von vier Gebäuden, die durch Brücken miteinander verbunden sind. Über den Gescher haJahalomim besteht seit 1999 ein direkter Zugang zum Bahnhof Tel Aviv Savidor Merkaz im benachbarten Tel Aviv.

## Geschichte
1937 eröffnete in Israel die erste Diamantenschleiferei. In den folgenden 30 Jahren wuchs dieser Wirtschaftszweig und in den 1960er Jahren  wurde dann eine Handelsvereinigung gegründet, aus der später die Diamantenbörse hervorging. Präsident der Börse war von 1967 bis 1993 Moshe Schnitzer. 1968 wurde das erste Gebäude des Komplexes im Diamantendistrikt eröffnet, das zu jener Zeit eines der höchsten Gebäude Israels war. In den 1980er Jahren kamen der Maccabi Tower und der Noʿam Tower hinzu. 1992 entstand der aus 32 Etagen zählende Diamond Tower. Ab 2023 besteht direkter Übergang zum Untergrundbahnhof Abba Hillel der Roten Linie des Danqal-Stadtbahnsystems der Metropole Tel Aviv.